# Seoul Jungnang FC
Seoul Jungnang FC ist ein Fußballfranchise aus Seoul, Jungnang-gu in Südkorea. Der Verein spielt aktuell in der K4 League, der vierthöchsten Spielklasse Südkoreas.

## Geschichte

### Jahre als Amateurverein (1982–2011)
Der Verein wurde 1982 unter den Namen Aram FC gegründet. Er spielte bis 2012 in verschiedenen Amateurligen, die nicht Teil des KFA-Systems waren. 1992 wurde der Verein in Mustang FC umbenannt. 2011 beschloss er, sich der K3 League anzuschließen, zog in den Stadtteil Jungnang-gu, Seoul und änderte seinen Namen zu Jungnang Chorus Mustang FC um.

### K3 League-Jahre (2012–2016)
Kim Sang-hwa wurde 2012 als Trainer vorgestellt. In ihrer Premierensaison erreichte der Verein Tabellenplatz 7. Dabei verpasste Kim Sang-hwa mit seiner Mannschaft weit die Meisterschaftsspiele. 2013 stellte der Verein mit Ryu Bong-ki einen neuen Trainer vor. Doch auch unter ihm, verpasste man weit die Meisterschaftsspiele. Am Ende der Saison lag man auf Platz 7. 2014 stellte man mit Kim Byeong-hwan einen neuen Trainer vor. Unter ihm konnte sich der Verein deutlich steigern. Nach Ende der Regulären Spielzeit stand man auf einen sehr guten 3. Platz und qualifizierte sich somit für die Meisterschaftsspiele. In den Meisterschaftsspielen empfing man Paju Citizen FC, gegen welche man allerdings mit 1:2 verlor. 2014 stand der Verein zudem auch zum ersten Mal überhaupt im Korean FA Cup. In der ersten Pokalrunde empfing man die Korea University, welche man mit 2:1 schlagen konnte. Anschließend empfing man zuhause die Gwangju-Universität, welche man ebenfalls mit 2:1 schlagen konnte. In der dritten Hauptrunde traf man auf den Profiverein Busan IPark FC. Das Spiel endete 1:1. Das Elfmeterschießen ging mit 3:5 verloren, dennoch sorgte der Verein durch seine Leistung gegen Busan IPark FC für viel Aufsehen.
2015 lag die Erwartungshaltung aufgrund der Erfolge im Vorjahr sehr hoch. Nach Ende der Regulären Saison belegte man nur Platz 4 und verpasste damit denkbar knapp die Meisterschaftsspiele. Auch im Pokal konnte man nicht an die Vorjahressaison anknüpfen. In ihrer ersten Runde empfing man die Amateurauswahl der SK Hynix, welche man 6:0 souverän schlagen konnte. In der anschließenden Runde empfing man erneut die Korea University. Das Spiel ging nach einem 0:0 im Elfmeterschießen mit 3:5 verloren, weshalb der Verein früher ausschied. Am Ende der Saison wurde der Vertrag mit Kim Byeong-hwan nicht verlängert.
2016 stellte man mit Jeong Hyeon-ho einen neuen Trainer vor. In der Qualifikationssaison zur neuen K3 League Advance belegte man Platz 13 von insgesamt 20 Mannschaften. Der Verein spielte anschließend in den Play-offs um die Qualifikation zur K3 League Advance. Der Verein empfing zuhause Pyeongchang FC, gegen wen sie überraschend 0:1 verloren und anschließend in die neugegründete K3 League Basic abstiegen. Ende 2016 wurde entsprechend der Trainer beurlaubt.

### Gegenwart (2017–)
2017 stellte der Verein erneut einen neuen Trainer vor. Seong Han-su sollte den Verein in die K3 League Advance führen. Der Verein änderte zudem 2017 seinen Vereinsnamen in Seoul Jungnang FC um. Der Verein schaffte tatsächlich den Aufstieg mit 1 Punkt Vorsprung auf Siheung Citizen FC. Im Pokal konnte der Verein die zweite Hauptrunde erreichen. Nach einem Sieg gegen FC Uijeongbu, schied allerdings der Verein gegen die Hanyang-Universität zuhause mit 0:1 knapp aus. 2018 wurde das Saisonziel des Klassenerhaltes ausgegeben, aber der Verein spielte von Anfang an gegen den Abstieg. Am Ende stieg man mit nur 11 Punkten in die K3 League Basic erneut ab. Im Pokal kam der Verein bis in die dritte Hauptrunde. In ihrer ersten Pokalrunde konnten sie den Ligakonkurrenten Icheon Citizen FC dank eines 4:2 im Elfmeterschießen schlagen. In der darauffolgenden Runde, mussten sie sich aber Mokpo City FC mit 1:3 geschlagen geben. Nach dem verpassten Klassenerhalt musste des Weiteren der Trainer Seong Han-su wieder gehen. Als Nachfolger wurde Kim Sang-hwa vorgestellt.
Nach dem erfolgten Abstieg stellte der Verein einen komplett neuen Kader mit vielen Rookie-Spielern auf. Für einen möglichen Kampf um die vorderen Plätze reichte es dennoch nicht. Am Ende der Saison, musste man sich mit einem Unteren Tabellenplatz zufriedengeben. Auch im Pokal konnte man diesmal nichts holen: in der 1. Hauptrunde des Pokals, trat man zuhause gegen das Amateurteam Cheongju SMC Engineering FC an, gegen welches man überraschend mit 0:1 unterlag und frühzeitig ausschied. Trotz des unteren Tabellenplatzes in der Liga, konnte man sich für die neugegründete K4 League qualifizieren. Nachdem das Lizenzierungsverfahren zudem positiv ausging, erhielten sich letztendlich die Ligateilnahmeerlaubnis. In der Premierenspielzeit der K4 League, konnten allerdings keine Erfolge gefeiert werden. Der Verein beendete die Spielzeit abgeschlagen auf dem letzten Tabellenplatz. Auch dieses Mal erneut, kam der Verein im Pokal nicht über die 1. Hauptrunde hinaus. Das Spiel beim Ligakonkurrenten Goyang Citizen FC ging mit 1:3 verloren. Nach Ende der Spielzeit wurde der Vertrag mit Kim Sang-hwa aufgrund seiner Erfolglosigkeit nicht mehr verlängert, sodass er nach nur zwei Spielzeiten wieder gehen musste. Für ihn kam neu der Trainer Choi Jeong-min in den Verein. Die erhoffte Wende kam aber auch unter ihm nicht zustande. In seiner ersten Spielzeit bei Jungnang, beendete der Verein die Spielzeit auf dem Drittletzten 14. Tabellenplatz die Spielzeit. Auch im Pokal schied man wieder in der 1. Hauptrunde aus. Dort unterlag man zuhause gegen den späteren Ligameister der ebenfalls neugegründeten Dritten Liga Gimpo FC mit 0:2.

## Historie-Übersicht
| Saison                     | Liga              | Kl. | Vereine | Spiele | Pl. | S  | U | N  | Tore  | Pkt. | KFA Cup            | Play-off           | Trainer         |
| Jungnang Chorus Mustang FC |                   |     |         |        |     |    |   |    |       |      |                    |                    |                 |
| 2012                       | K3 League         | 4   | 9*      | 25     | 7.  | 6  | 3 | 17 | 33:75 | 21   | Nicht Qualifiziert | Nicht Qualifiziert | Kim Sang-hwa    |
| 2013                       | K3 League         | 4   | 9*      | 16     | 7.  | 4  | 1 | 11 | 17:54 | 13   | Nicht Qualifiziert | Nicht Qualifiziert | Ryu Bong-ki     |
| 2014                       | K3 League         | 4   | 9*      | 25     | 3.  | 14 | 6 | 5  | 53:28 | 48   | 3. Hauptrunde      | Achtelfinale       | Kim Byeong-hwan |
| 2015                       | K3 League         | 4   | 9*      | 25     | 4.  | 12 | 2 | 11 | 48:37 | 37.5 | 3. Hauptrunde      | Nicht Qualifiziert | Kim Byeong-hwan |
| 2016                       | K3 League         | 4   | 20      | 19     | 13. | 6  | 4 | 9  | 25:26 | 22   | 2. Hauptrunde      | Halbfinale         | Jeong Hyeon-ho  |
| Seoul Jungnang FC          |                   |     |         |        |     |    |   |    |       |      |                    |                    |                 |
| 2017                       | K3 League Basic   | 5   | 9       | 16     | 1.  | 12 | 4 | 0  | 43:12 | 40   | 2. Hauptrunde      | Nicht Qualifiziert | Seong Han-su    |
| 2018                       | K3 League Advance | 4   | 12      | 22     | 12. | 3  | 1 | 18 | 23:74 | 10   | 3. Hauptrunde      | Nicht Qualifiziert | Seong Han-su    |
| 2019                       | K3 League Basic   | 5   | 8       | 21     | 5.  | 6  | 1 | 14 | 25:41 | 19   | 1. Hauptrunde      | Nicht Qualifiziert | Kim Sang-hwa    |
| 2020                       | K4 League         | 4   | 13      | 24     | 13. | 2  | 5 | 17 | 22:57 | 11   | 1. Hauptrunde      | Nicht Qualifiziert | Kim Sang-hwa    |
| 2021                       | K4 League         | 4   | 16      | 30     | 14. | 6  | 7 | 17 | 33:62 | 25   | 1. Hauptrunde      | Nicht Qualifiziert | Choi Jeong-min  |
| 2022                       | K4 League         | 4   | 18      | 34     |     |    |   |    | -:-   |      | 2. Hauptrunde      |                    | Choi Jeong-min  |

| Legende                 | Legende | Legende | Legende | Legende | Legende | Legende | Legende | Legende |
| ----------------------- | ------- | ------- | ------- | ------- | ------- | ------- | ------- | ------- |
| Abstieg zum Saisonende  |         |         |         |         |         |         |         |         |
| Aufstieg zum Saisonende |         |         |         |         |         |         |         |         |

- = 2012 bis 2015 – Gruppenphase

## Stadion
| Stadion | Name                | Eigentümer            | Eröffnung | Nutzungszeitraum | Nutzungszeitraum |
| Stadion | Name                | Eigentümer            | Eröffnung | Von              | Bis              |
| ------- | ------------------- | --------------------- | --------- | ---------------- | ---------------- |
|         | Jungnang-Sportplatz | Stadtverwaltung Seoul | n. b.     | 2012             | Bis jetzt        |